# Новая Ырга
Новая Ырга — деревня в Рыбно-Слободском районе Татарстана. Входит в состав Шетнево-Тулушского сельского поселения.

## География
Находится в центральной части Татарстана на расстоянии приблизительно 23 км на северо-запад по прямой от районного центра поселка Рыбная Слобода у речки Ирга. 

## История
Известно с 1710 года, упоминалось также как Нижние Тулуши. В начале XX века уже была мечеть. 
В «Списке населенных мест по сведениям 1859 года», изданном в 1866 году, населённый пункт упомянут как казённая деревня Игра (Нижние Тулуши) 2-го стана Лаишевского уезда Казанской губернии. Располагалась при речке Игре, между Ногайской дорогой и старым торговым Оренбургским трактом, в 37 верстах от уездного города Лаишево и в 45 верстах от становой квартиры в казённом селе Карабаяны (Богородское). В деревне, в 42 дворах жили 250 человек (129 мужчин и 121 женщина), была мечеть.

## Население
Постоянных жителей было: в 1782 году - 29 душ мужского пола, в 1859 - 282, в 1897 - 470, в 1908 - 542, в 1920 - 578, в 1926 - 526, в 1949 - 504, в 1958 - 494, в 1970 - 498, в 1989 - 296, в 2002 году 227 (татары 100%), в 2010 году 176.